# Visage (Film)
Visage (dt.: „Gesicht“) ist ein französisches, international koproduziertes Filmdrama von Tsai Ming-liang aus dem Jahr 2009. Als Darsteller sind unter anderem Fanny Ardant, Laetitia Casta und Jeanne Moreau zu sehen.

## Handlung
Der taiwanische Regisseur Kang will im Pariser Louvre die Legende der Salome verfilmen. Zunächst muss er jedoch seiner ältlichen Mutter beim Klempnern helfen. In Paris schließlich angekommen, muss er feststellen, dass die Produzenten des Films ein bekanntes Model, das keine Schauspielerfahrung hat, für die Hauptrolle der Salome vorgesehen haben. Dies erschwert seine Arbeit beim Dreh, zumal er bereits Probleme hat, da er nicht fließend Französisch spricht. 
Sein Hauptdarsteller, der den Herodes spielen soll, scheint derweil sein Gedächtnis verloren zu haben, was die Produzentin zur Weißglut treibt. Doch all diese Schwierigkeiten während der Dreharbeiten werden für Kang nebensächlich, als er erfährt, dass seine Mutter verstorben ist.

## Hintergrund
Mit Visage drehte Regisseur Tsai Ming-liang nach What Time Is It There? (2001) ein zweites Mal in Frankreich. In beiden Filmen sind ähnliche Pariser Schauplätze zu sehen und Anspielungen an die französische Nouvelle Vague vorhanden, besonders an Regisseur François Truffaut. Inspiriert von Truffaut und dessen häufigem Hauptdarsteller Jean-Pierre Léaud, spielt wie in allen Filmen von Tsai Ming-liang der Schauspieler Lee Kang-sheng die männliche Hauptrolle. Vier Darsteller, die mit Truffaut erfolgreich zusammengearbeitet hatten – neben Jean-Pierre Léaud auch Jeanne Moreau, Nathalie Baye und Fanny Ardant –, erklärten sich bereit, in Visage mitzuspielen.
Visage wurde am 23. Mai 2009 bei den Internationalen Filmfestspielen von Cannes uraufgeführt. Am 11. September 2009 wurde der Film auch auf dem Toronto International Film Festival gezeigt, dem einige weitere Filmfestivals wie das Chicago International Film Festival und das Göteborg International Film Festival folgten. In Deutschland wurde der Film am 23. April 2013 erstmals auf Arte gezeigt.

## Kritiken
Jordan Mintzer von Variety befand, dass Tsai Ming-liangs „umständlicher“ Film, „obwohl er hin und wieder ein hübsches Gesicht zeigt“, sehr ärgerlich sei und „nicht unter die Haut“ gehe. Auch die „üblichen Tricks des Regisseurs und eine Besetzung mit französischen Stars“ könnten nicht verhindern, dass der Film „minderwertig und viel zu schwülstig“ anmute. Vom Visuellen her habe Tsai jedoch „einige erinnerungswürdige Aufnahmen“ abgeliefert. Renaud Baronian von Le Parisien bezeichnete den Film als „Festival […] der Langeweile, des Grotesken, der Langsamkeit, der Wiederholungen und des Unsinns“.
Olivier Bombarda schrieb anlässlich der Premiere in Cannes für Arte, dass Tsai Ming-liang „[o]hne jeden romantischen Spleen […] sensibel und leise die Langeweile am Leben“ zeige. Der Hauptdarsteller Lee Kang-sheng und der Regisseur seien in die Rollen von Jean-Pierre Léaud und François Truffaut geschlüpft. Als „Phantomgast“ geselle sich Truffaut zu „den Auftritten einer meditierenden Fanny Ardant, einer lebhaften Nathalie Baye und einer königlichen Jeanne Moreau“. Der Film künde „mit [jedem] Zitat, Detail und seltene[m] Dialogstück […] von einer beunruhigen Liebe zu einem aussterbenden Kino“.
Ebenfalls für Arte befand Nana A. T. Rebhan, dass die „elliptisch“ erzählte Geschichte „zur Interpretation“ einlade, genau wie die Bilder, die „faszinierend, verwirrend, irritierend, surreal“ seien und „sich nicht so recht zu einem großen Ganzen fügen [wollen], aber einzeln […] durchaus ihren Glanz [entfalten]“. Visage sei „durch einzigartige Bildkompositionen und Drehorte“ wie das „modernst[e] Gemälde des Louvre“.

## Auszeichnungen
Visage nahm 2009 am Wettbewerb um die Goldene Palme bei den Filmfestspielen von Cannes teil. Der Film wurde mit zwei Asian Film Awards in den Kategorien Bestes Kostümdesign (Christian Lacroix, Ann Dunsford, Chia Hui Wang) und Bestes Szenenbild (Patrick Dechesne, Alain-Pascal Housiaux, Tian Jue Lee) ausgezeichnet. Beim Golden Horse Film Festival erhielt der Film zwei Golden Horse Awards für das Beste Szenenbild (Patrick Dechesne, Alain-Pascal Housiaux) und für das Beste Make-up & Kostümdesign (Christian Lacroix, Ann Dunsford) und war des Weiteren in den Kategorien Bester Film, Bester Regisseur (Ming-liang Tsai) und Beste Kamera (Philippe Decouflé) nominiert.